# 格蘭布林州立大學
格蘭布林州立大學（Grambling State University，GSU），是一所位于美國路易斯安那州格蘭布林的公立大學，1901年成立，1949年被認可為高等教育機構，1974年成爲大學。起名是為了紀念給大學捐地的鋸木厰主格蘭布林（Judson H. Grambling），2020年《美國新聞與世界報道》将它排在“南部地区大学”中第96-122位。

## 外部連結
- 官方网站